# Корсо, Даниэль
Даниэль Корсо (англ. Daniel Corso; 3 апреля 1978, Монреаль) — канадский хоккеист, нападающий. Большую часть карьеры провёл в Беларуси, выступая в клубах «Динамо» (Минск) и «Юность-Минск» (в последнем и завершил профессиональную карьеру в 2018 году).

## Карьера
Даниэль Корсо начал свою профессиональную карьеру в 1994 году в составе клуба «Викториавилл Тигерс», выступавшего в QMJHL. Два года спустя на драфте НХЛ он был выбран в 7 раунде под общим 169 номером клубом «Сент-Луис Блюз». В 1997 году Даниэль получил звание самого ценного игрока QMJHL; всего же за время своего выступления в «Викториавилле» он набрал 370 (154+216) очков в 226 проведённых матчах.
В 1998 году Корсо стал игроком клуба «Вустер АйсКэтс», выступавшего в АХЛ, а 2 года спустя он получил шанс дебютировать в НХЛ в составе «блюзменов». В своём первом сезоне в Национальной хоккейной лиге Даниэль провёл 40 матчей, в которых он набрал 14 (4+10) очков. 2 сентября 2003 года Корсо подписал однолетний контракт с клубом «Оттава Сенаторз», в составе которого он, однако, так и не сыграл, выступая в его фарм-клубе «Бингхэмтон Сенаторс».
6 января 2004 года Даниэль был обменян в «Атланту Трэшерз», в составе которой в сезоне 2003/04 он набрал 1 (0+1) очко в 7 проведённых матчах. 7 августа 2004 года Корсо принял решение отправиться в Европу, где он заключил однолетнее соглашение с клубом Немецкой хоккейной лиги «Кассель Хаскис». В сезоне 2004/05 Даниэль набрал 44 (9+35) очка в 52 матчах, однако сам клуб вылетел из элитного дивизиона, поэтому в межсезонье Корсо перешёл в другой клуб Немецкой лиги «Франкфурт Лайонс».
13 июля 2006 года Даниэль подписал однолетний контракт с «Филадельфией Флайерз», однако, так и не проведя в составе «лётчиков» ни одного матча, 9 ноября он был обменян в «Тампу Бэй Лайтнинг». Тем не менее, шанса снова заиграть в НХЛ он так и не получил, проведя 58 матчей в составе «Спрингфилд Фэлконс», набрав 46 (13+33) очков. 1 сентября 2007 года Корсо заключил соглашение с нижегородским «Торпедо», однако, проведя в России лишь 22 матча, он расторг свой контракт с клубом по обоюдному согласию сторон и отправился обратно в Северную Америку, где стал выступать в клубе «Гамильтон Булдогс».
14 августа 2008 года Даниэль вернулся в Европу, подписав однолетний контракт с финским клубом «Кярпят», в составе которого в сезоне 2008/09 он стал серебряным призёром СМ-Лиги, набрав 59 (24+35) очков в 54 проведённых матчах. Несмотря на успешный сезон в Финляндии, Корсо принял решение перейти в клуб Шведской элитной серии «Тимро». Сезон 2010/11 Даниэль также начал в Швеции, однако 7 декабря 2010 года он покинул «Тимро», а спустя 3 недели подписал контракт до конца сезона с минским «Динамо».
В составе минчан Корсо за остаток сезона провёл 20 матчей, в которых он набрал 13 (5+8) очков, а сразу после окончания сезона он принял решение продлить своё соглашение с белорусским клубом ещё на 2 года. Тем не менее, несмотря на действующий контракт, после окончания сезона 2011/12, в котором Даниэль принял участие в 50 матчах и записал на свой счёт 27 (15+12) результативных баллов, руководство минчан решило расстаться с игроком. Тем не менее, начало следующего сезона Корсо провёл всё же в «Динамо», однако 18 сентября 2012 г. официальный сайт клуба сообщил об окончательном расставании с хоккеистом.

### Международная
В составе сборной Канады Даниэль Корсо принимал участие в молодёжном чемпионате мира 1998 года, на котором он набрал 3 (0+3) очка в 7 проведённых матчах.

## Достижения
- Самый ценный игрок QMJHL 1997.
- Серебряный призёр чемпионата Финляндии 2009.

## Статистика выступлений
Последнее обновление: 29 августа 2013 года
| Сезон       | Команда             | Лига          | Игр | Г  | П  | Очк | +/- | Штр |
| ----------- | ------------------- | ------------- | --- | -- | -- | --- | --- | --- |
| 1994-95     | Викториавилл Тигрес | QMJHL         | 69  | 29 | 31 | 60  | --  | 8   |
| 1995-96     | Викториавилл Тигрес | QMJHL         | 65  | 49 | 65 | 114 | --  | 77  |
| 1996-97     | Викториавилл Тигрес | QMJHL         | 54  | 51 | 68 | 119 | +16 | 50  |
| 1997-98     | Викториавилл Тигрес | QMJHL         | 38  | 25 | 52 | 77  | +37 | 22  |
| 1998-99     | Вустер АйсКэтс      | АХЛ           | 63  | 14 | 14 | 28  | -13 | 26  |
| 1999-00     | Вустер АйсКэтс      | АХЛ           | 80  | 23 | 37 | 60  | -12 | 29  |
| 2000-01     | Вустер АйсКэтс      | АХЛ           | 52  | 19 | 37 | 56  | +7  | 47  |
| 2000-01     | Сент-Луис Блюз      | НХЛ           | 40  | 10 | 4  | 14  | -5  | 14  |
| 2001-02     | Сент-Луис Блюз      | НХЛ           | 43  | 4  | 7  | 11  | +3  | 6   |
| 2002-03     | Сент-Луис Блюз      | НХЛ           | 1   | 0  | 0  | 0   | -1  | 0   |
| 2002-03     | Вустер АйсКэтс      | АХЛ           | 1   | 0  | 0  | 0   | --  | 0   |
| 2003-04     | Бингхэмтон Сенаторс | АХЛ           | 32  | 7  | 11 | 18  | -3  | 16  |
| 2003-04     | Чикаго Вулвз        | АХЛ           | 39  | 9  | 23 | 32  | +2  | 15  |
| 2003-04     | Атланта Трэшерз     | НХЛ           | 7   | 0  | 1  | 1   | -2  | 0   |
| 2004-05     | Кассель Хаскис      | DEL           | 52  | 9  | 35 | 44  | -15 | 52  |
| 2005-06     | Франкфурт Лайонс    | DEL           | 29  | 11 | 17 | 28  | -5  | 57  |
| 2006-07     | Филадельфия Фантомс | АХЛ           | 6   | 2  | 4  | 6   | --  | 4   |
| 2006-07     | Спрингфилд Фэлконс  | АХЛ           | 58  | 13 | 33 | 46  | -16 | 35  |
| 2007-08     | Торпедо НН          | Суперлига     | 22  | 2  | 5  | 7   | -8  | 18  |
| 2007-08     | Гамильтон Булдогс   | АХЛ           | 35  | 7  | 18 | 25  | -4  | 12  |
| 2008-09     | Кярпят              | СМ-Лига       | 54  | 24 | 35 | 59  | +29 | 61  |
| 2008-09     | Кярпят              | ЛЧ            | 2   | 0  | 0  | 0   | -1  | 27  |
| 2009-10     | Тимро               | Элитная серия | 50  | 16 | 29 | 45  | +16 | 70  |
| 2010-11     | Тимро               | Элитная серия | 18  | 7  | 7  | 14  | --  | 41  |
| 2010-11     | Динамо Минск        | КХЛ           | 20  | 5  | 8  | 13  | +8  | 18  |
| 2011-12     | Динамо Минск        | КХЛ           | 50  | 15 | 12 | 27  | -7  | 64  |
| 2012-13     | Динамо Минск        | КХЛ           | 4   | 0  | 1  | 1   | 1   | 0   |
| 2012-13     | Лозанна             | NLB           | 29  | 18 | 22 | 40  | 118 |     |
| Всего в КХЛ | Всего в КХЛ         | Всего в КХЛ   | 74  | 20 | 21 | 41  | +2  | 82  |
| Всего в НХЛ | Всего в НХЛ         | Всего в НХЛ   | 91  | 14 | 12 | 26  | -5  | 20  |

### Международная
| Турнир   | Игр | Г | П | Очк | +/- | Штр |
| -------- | --- | - | - | --- | --- | --- |
| МЧМ-1998 | 7   | 0 | 3 | 3   | --  | 4   |